# Sfârșit de mileniu
Sfârșit de mileniu este un ciclu de șapte romane scrise de prozatorul român Radu Tudoran (1910 - 1992), rezultatul creației ultimilor 20 de ani ai vieții acestuia. "Sfârșit de mileniu" este o frescă complexă, originală și sofisticată a societății românești a secolului XX așa cum a cunoscut-o autorul însuși în calitatea sa de ofițer al Armatei Române între 1932 și 1938, iar, mai apoi, ca editorialist, scriitor și traducător. Cele șapte romane ale ciclului, precum și editurile, respectiv anii apariției lor sunt:
1. Casa domnului Alcibiade, București, Editura Cartea Românească, 1978;
2. Retragerea fără torțe, București, Editura Eminescu, 1982;
3. Ieșirea la mare, București, Editura Eminescu, 1984;
4. Victoria neînaripată, București, Editura Eminescu;
5. Privighetoarea de ziuă, București, Editura Eminescu, 1986;
6. O sută una lovituri de tun, București, Editura Eminescu, 1989;
7. Sub zero grade, București, Editura Arta Grafică, 1994.